# آشاری
آشاری (به انگلیسی: Asharay) یک منطقهٔ مسکونی در پاکستان است که در خیبر پختونخوا واقع شده‌است.